# Лезгинка
Лезгѝнка (лезгински: Лезги кьуль, на руски: лезгинка) е бърз темпераментен танц в двувременен такт 2/4 или 6/8.
Разпространен е главно сред планинските народи на Кавказ. Името му идва от лезгинците – народност от южната част на Дагестан и северната част на Азербайджан.
Изпълнява се от мъже соло, които са обикновено с ками, а също и от жени в дует. Подобно на българските хора за надиграване лезгинката е танц-съревнование, в който се демонстрира ловкост, виртуозност и издръжливост.